# Кема (река, впадает в Белое озеро)
Ке́ма — река в Вологодской области России, впадает в озеро Белое, принадлежит бассейну Волги. Длина реки — 150 км, площадь водосборного бассейна — 4480 км², средний расход 44,8 м³/с.
Крупнейшие притоки: Индоманка (левый); Корба (правый).

## Течение

Бассейн Рыбинского водохранилища и Белого озера

Исток реки находится на Андомской возвышенности. Кема вытекает из Кемского озера рядом с деревней Ильина на территории Кемского сельского поселения Вытегорского района Вологодской области. В верхнем течении на берегах Кемы расположены деревни Евсинская, Борисово, Великий Двор, река течёт на юг по в основном ненаселённой местности. Течение быстрое, в русле перекаты и пороги. Берега Кемы лесистые, местами заболоченные. В 21 км от истока в Кему впадает левый приток Окштамка.
В среднем течении находится посёлок Мирный, здесь в Кему впадает правый приток Ньюкша. Далее река некоторое время течёт вдоль автодороги А119, по берегам расположены деревни Татариха, Кабецово, Кузнецово, Игнатово.
В деревне Мироново Кема принимает левый приток Шейручей, затем правые притоки Фоминский, Корба. После пересечения границы Андреевского сельского поселения Вашкинского района количество деревень на берегах Кемы увеличивается. В районе впадения левого притока Индоманки расположены деревни Никоново, Нефедово, Трошино, Матвеева Гора, Мосеево, Босово, в устье Суки деревня Шугино. Возле Шугино русло поворачивает на запад и пересекает границу Пиксимовского сельского поселения. После впадения правого притока ручья Колман (Регенский) у деревни Поповка начинается территория Пореченского сельского поселения. Здесь на реке находятся посёлок Бонга, деревни Левино, Харбово, Подгорная, Костино.
В нижнем течении у сёл Покровское и Никольское Покровского сельского поселения река поворачивает на юг и резко расширяется, постепенно превращаясь в залив в северо-западной части Белого озера. Высота устья — 113,3 м над уровнем моря. Недалеко от устья Кемы расположен посёлок Новокемский.

## Никольское
В низовьях Кемы находится селище Никольское V, датируемое первой половиной X века — началом XI века. В керамике городища Никольское I в низовье Кемы доля так называемой керамики ладожского типа (южнобалтийской) достигает 20 %.

## Галерея

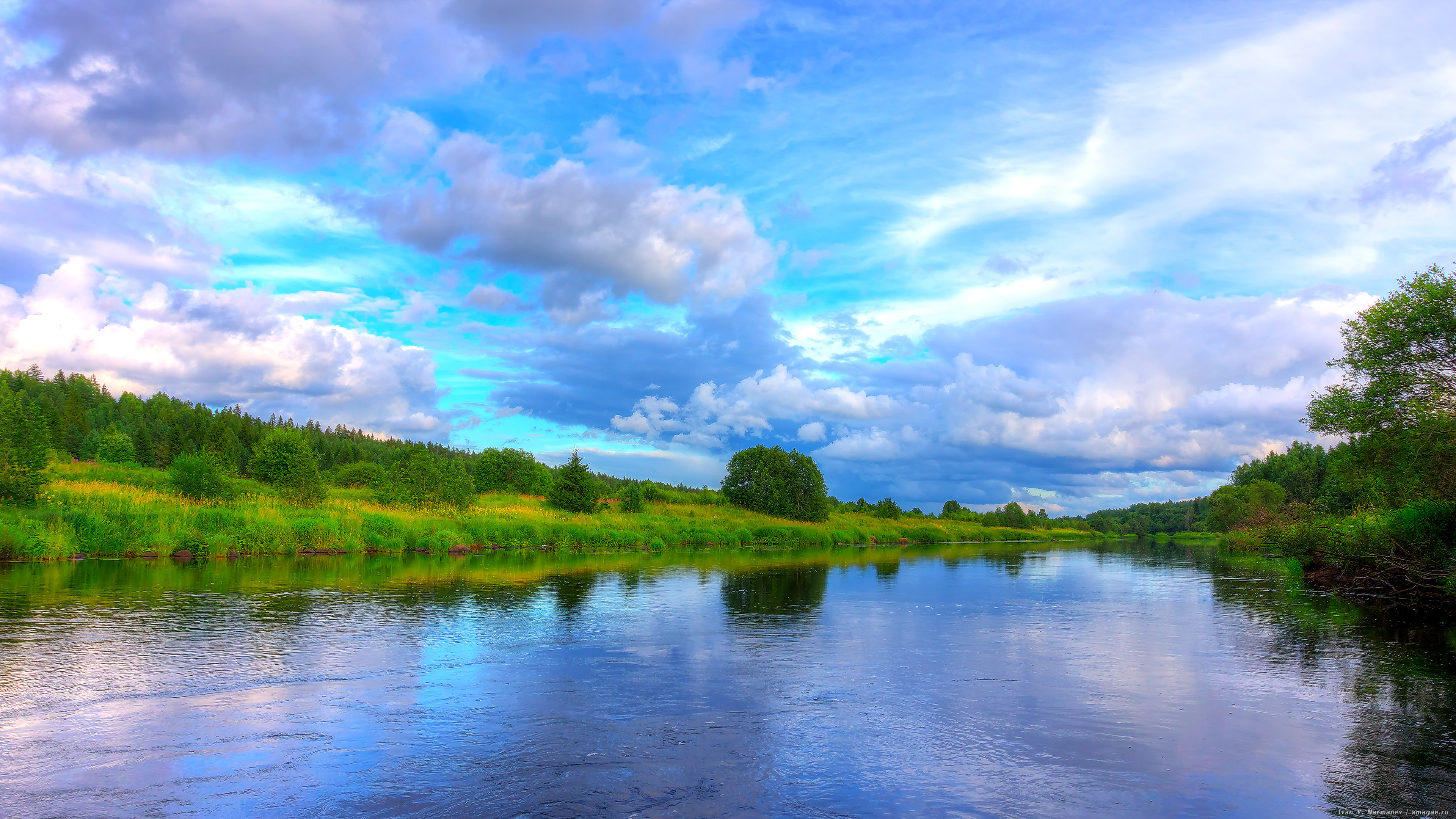
Кема севернее озера Белое.
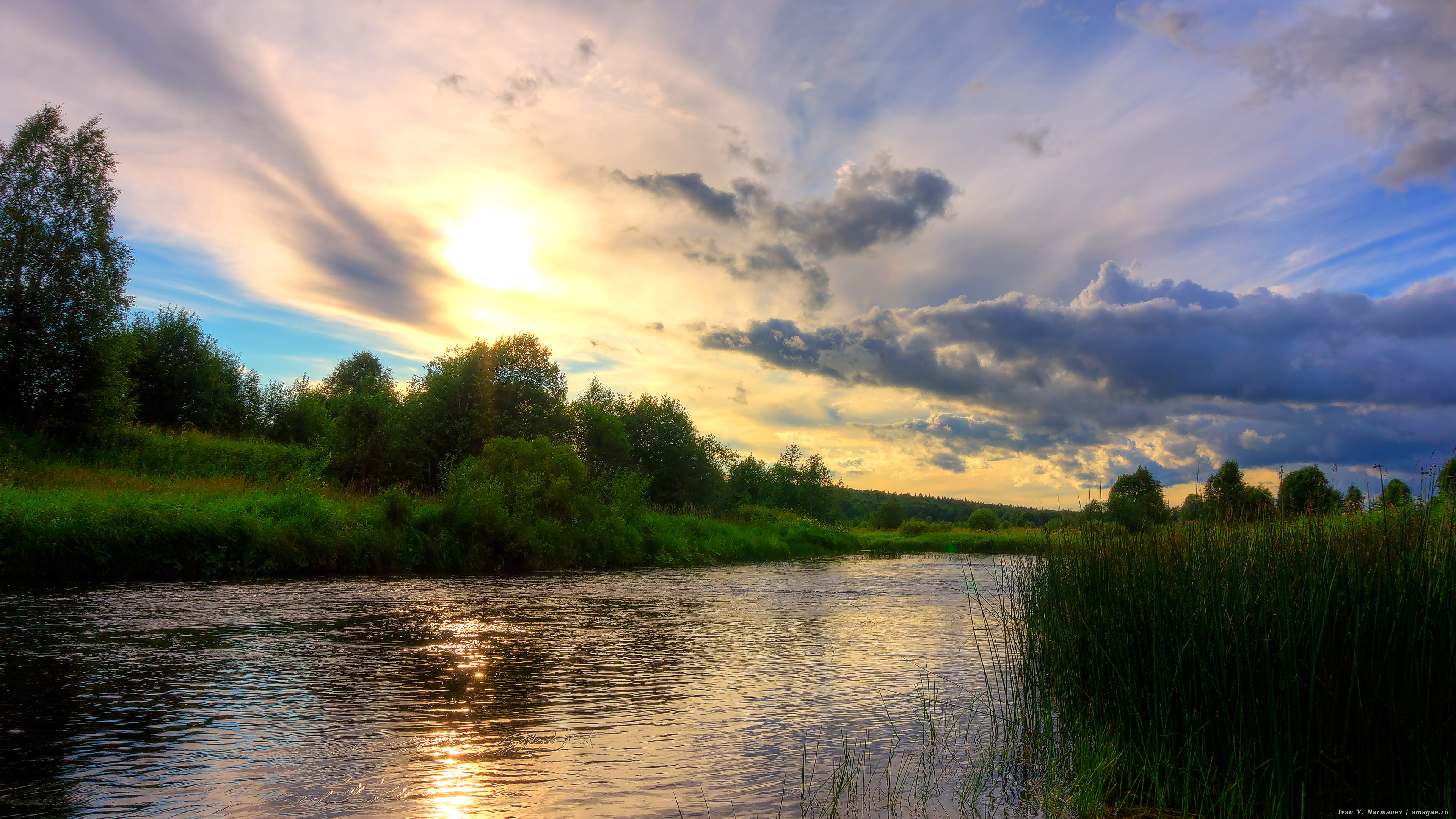
Кема севернее озера Белое.
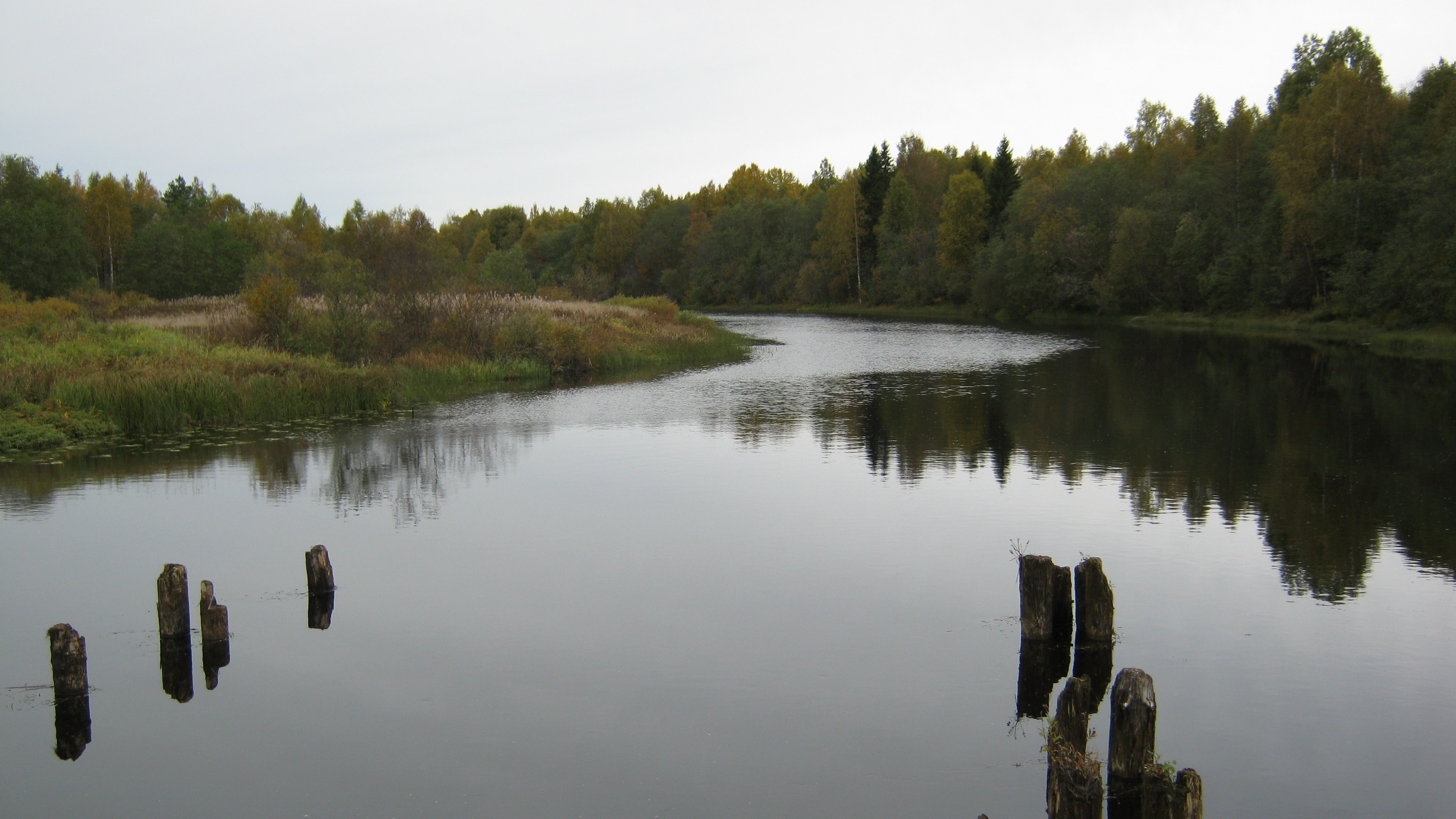
Кема в Вытегорском районе.